# Donald Curtis (actor)
Donald Curtis (nacido como Curtis D. Rudolf; 27 de febrero de 1915 - 22 de mayo de 1997) fue un actor estadounidense que tuvo papeles en docenas de películas y series de televisión.

## Biografía
Curtis nació en Spokane, Washington, hijo del Sr. y la Sra. Carl W. Rudolph. Antes de comenzar a actuar en películas, enseñó en la Universidad Northwestern, el Allegheny College y la Universidad Duquesne.
La experiencia actoral temprana de Curtis incluyó trabajo en el Pasadena Community Playhouse. También estuvo en dos Obras de Broadway, Caribbean Carnival (1947) y Anybody Home (1949). En el verano de 1950, Curtis interpretó a Adam Conway en la comedia Detective's Wife en la televisión CBS.
Curtis volvió a utilizar su nombre de nacimiento cuando se convirtió en líder religioso. Como Curtis D. Rudolf, ejerció su ministerio en la Primera Iglesia de la Ciencia Religiosa en la ciudad de Nueva York antes de convertirse en líder-director de la Iglesia de la Ciencia Religiosa en Filadelfia. También fue pastor de la Iglesia de la Ciencia Religiosa en Santa Bárbara, California y la Primera Iglesia de la Ciencia Religiosa en Dallas, Texas.
Curtis se casó con Margaret Jennings en 1940.
El 22 de mayo de 1997, Curtis murió en Desert Hot Springs, California.